# Himalaya-heggenmus
De Himalaya-heggenmus (Prunella himalayana) is een zangvogel uit de familie van heggenmussen (Prunellidae).

## Verspreiding en leefgebied
Deze soort komt voor van de bergen van centraal Azië tot Afghanistan, zuidelijk Tibet en noordwestelijk India.